# بطولة باوليستا 1923
بطولة باوليستا 1923 ، التي نظمتها APEA (Associação Paulista de Esportes Atléticos)، كان الموسم الثاني والعشرون من دوري كرة القدم الأعلى في ولاية ساو باولو. فاز كورينثيانز باللقب للمرة الرابعة. وكان هداف ساو بينتو فيتيكو برصيد 18 هدفا.